# (36147) 1999 RA186
1999 RA186 (asteroide 36147) é um asteroide da cintura principal. Possui uma excentricidade de 0.09844150 e uma inclinação de 2.13508º.
Este asteroide foi descoberto no dia 9 de setembro de 1999 por LINEAR em Socorro.